# Baltasar Téllez Girón
Baltasar Téllez Girón (Real del Monte, Hidalgo, 1830-Ciudad de México, 14 de febrero de 1915) fue un militar y guerrillero mexicano que inició su carrera en la milicia como alférez de la Guardia Nacional con Santos Degollado en 1854 y que combatió como guerrillero en las guerras de Reforma y Segunda Intervención Francesa en México. Su tendencia política fue el republicanismo.

## Trayectoria militar
Se le nombró comandante militar del 2° Distrito del Estado de México el 31 de octubre de 1863 y obtuvo el grado general de brigada auxiliar en 1864.
Durante la intervención francesa combatió en algunas batallas apoyando al bando republicano encabezado por Benito Juárez, entre ellas están las siguientes: la acción de Papantla (1° de enero de 1866), la toma de Tampico (4 de mayo de 1867), la ocupación de Tula de Tamaulipas (7 de junio de 1867) y el Sitio de México, Distrito Federal (del 14 de abril hasta el 21 de junio de 1867). Peleó al lado de los militares Rafael Cravioto, Aureliano Rivera, Antonio Carbajal y Miguel Negrete. También participó en escaramuzas al lado de los guerrilleros Nicolás Romero y Catarino Fragoso entre Querétaro y San Luis Potosí. Junto a Fragoso ejecutaron el secuestro del minero inglés William Rabling en noviembre de 1863 en el camino de Pachuca a México, con el cual obtuvieron un préstamo forzoso. Posteriormente estuvo a favor de los planes de la Noria y Tuxtepec, 1871 y 1876, encabezados por Porfirio Díaz. 
Entre sus principales enemigos estuvieron José María y Marcelino Cobos y  los coroneles Sarabia y Zubeldía. Como represalia a sus actos guerrilleros, los imperialistas lo tomaron preso en marzo de 1865.
En dos epístolas que Téllez le escribió a Benito Juárez en 1867, se quejó amargamente de su condición de “guerrillero”, ya que ello le impidió recibir sueldos y compensaciones. Hasta 1902 consiguió regular su expediente militar para obtener el reconocimiento oficial. Murió en 1915.